# Sederavond

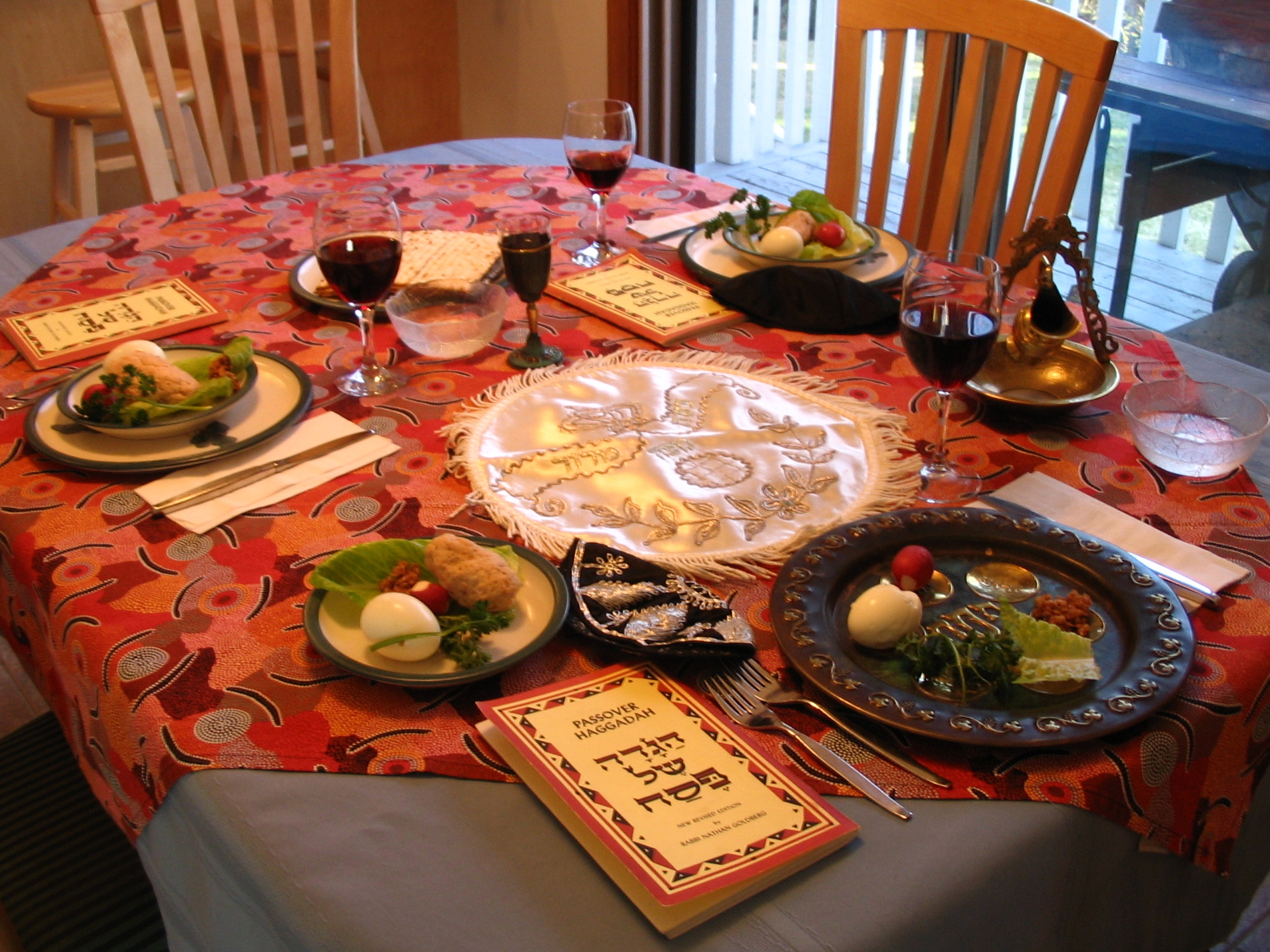
Een tafel met attributen voor de sederavond

Sederavond of seideravond (Hebreeuws: leel haseder – ליל הסדר) is een avond aan het begin van het zeven (in Israël) of acht (buiten Israël) dagen durende Pesachfeest, waarop joden uit de Haggada lezen, 4 glazen wijn (of druivensap) drinken en een feestelijke sedermaaltijd gebruiken. De Haggada behandelt het verhaal van de Joodse slavernij in Egypte en de uittocht uit Egypte. Seder (סדר) betekent letterlijk: volgorde of orde, omdat de gebruiken volgens een volgorde of orde worden uitgevoerd die eveneens in de Haggada staat. Haggada betekent: vertelling.

## De maaltijd
Seder betekent "orde". De maaltijd wordt dan ook volgens een vaste orde gebruikt, die uit 15 stappen bestaat. Op de tafel staat een seiderschotel met een aantal symbolische gerechten, en een schaal met drie matses, die bedekt zijn met een doek.
1. De seidermaaltijd wordt geopend met de Kidoesj, de zegening over een glas wijn. Daarna drinkt iedereen een eerste glas wijn.
2. Handen wassen, waarbij de broge die normaliter wordt gezegd bij het wassen van de handen voor een maaltijd wordt weggelaten.
3. Indopen van de karpas (groene kruiden zoals peterselie en radijs in zout water), waarbij een zegening wordt uitgesproken.
4. De middelste matse van de drie onder de doek wordt in tweeën gebroken. De grootste van beide helften, afikomen genoemd, wordt verstopt. Aan het eind van de avond wordt die helft weer tevoorschijn gehaald en opgegeten. In gezinnen zijn verschillende tradities voor het verstoppen, soms doen de kinderen dat, soms de ouders.
5. Het eerste deel van de Haggada wordt gelezen. Elke deelnemer aan de maaltijd heeft een eigen boekje. Hierbij komen de vier vragen aan de orde, de tien plagen van Egpyte en het verhaal van de uittocht uit Egypte. De symboliek van de gerechten op de sederschotel en de matses wordt uitgelegd. Er wordt een tweede glas wijn gedronken.
6. Opnieuw worden de handen gewassen, ditmaal met het uitspreken van de zegening.
7. De matses worden gegeten, met de zegening voor het eten van brood en...
8. de speciale zegening voor het eten van het ongerezen brood. Daarbij houdt het hoofd van het gezin alle drie de matses met beide handen vast.[2]
9. Het bittere kruid (maror) wordt in de zoete charoset gedoopt en gegeten.
10. Er wordt een stukje matse met maror gegeten.
11. De maaltijd wordt gegeten; een volledig feestmaal.
12. De afikomen wordt gezocht en gegeten. Hierna wordt niets meer gegeten.
13. De zegening na het eten.
14. Een aantal psalmen wordt gezegd.
15. Aan het eind van de maaltijd wenst iedereen elkaar geluk met de wens "volgend jaar in Jeruzalem". Er worden nog wat bepaalde liederen gezongen.

## Kinderen
De sederavond is vooral bedoeld om kinderen te leren over de geschiedenis van het Joodse volk, zodat de tradities bewaard zullen blijven.
Tijdens de sederavond wordt aan de hand van de tekst in de Haggada verteld en gezongen over de uittocht uit Egypte. De aandacht van de kinderen wordt vastgehouden door een aantal bijzondere gebruiken en momenten. In het Ma Nisjtana (vertaling: 'Waarin verschilt?") stelt het jongste kind vier vragen over gebruiken die anders zijn op sederavond dan op andere avonden. De vier traditionele vragen zijn:
1. Op andere avonden kunnen we gerezen of ongerezen brood eten. Waarom eten we vanavond alleen matzes?
2. Op andere avonden eten we allerlei groenten, waarom eten we vanavond alleen bittere groenten?
3. Op andere avonden dopen wij onze groenten niet in, waarom dopen we vanavond onze groenten twee maal in zout water?
4. Op andere avonden mogen we rechtop zitten of hangen in onze stoel, maar vanavond hangen we allemaal, waarom is dat?

Meestal worden deze vragen zingend gesteld en beantwoord. Ma Nisjtana is al beschreven in de Misjna (Mondelinge Leer), en heeft een wereldwijd onder joden bekende traditionele melodie. Vaak lezen ook kinderen de 'vier zonen' voor, ieder met een verschillend soort vraagstelling: de wijze zoon, de naïeve zoon, de kwade zoon en de zoon die nog geen vragen kan stellen. Beide stukken uit de Haggada behandelen de gesprekken, zowel met kinderen als volwassenen, over de slavernij en de uittocht uit Egypte, die gebruikelijk zijn op sederavond. Een derde gebruik voor kinderen is het 'stelen' van een hiervoor bestemd stuk matse, de afikoman. Wanneer deze niet wordt gevonden (bij sommige gezinnen het geval) moet de sederleider deze 'terugkopen' met cadeautjes voor aanwezige kinderen.

## Symboliek

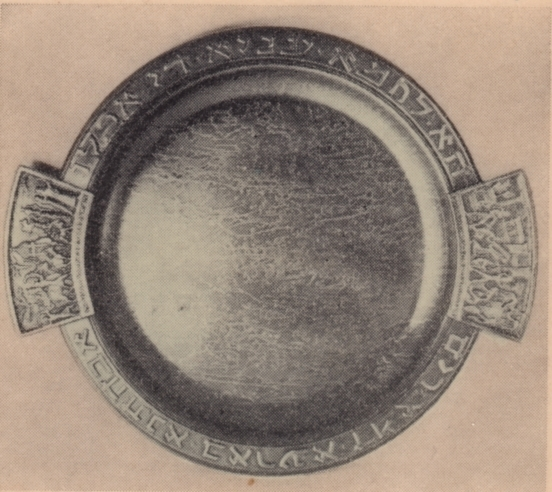
Bord, speciaal voor de sederavond (1948 Pal-Bell, Maurice Ascalon)

De sedermaaltijd bestaat uit het eten van ongezuurde broden en bittere kruiden en is uitgegroeid tot een maaltijd met als centrum de sederschotel, met ongezuurd brood (matse), een geroosterd botje van een lam en een gekookt en daarna gebraden ei. Als bittere kruiden (maror) wordt in Nederland mierikswortel gebruikt, en er is ook zoet charoset. De maror staat symbool voor de onderdrukking van de Joden in Egypte, de matses voor het feit dat ze overhaast uit Egypte moesten vertrekken, zonder tijd om het brood te laten rijzen. De charoset staat voor het geluk na de bevrijding, maar de vorm van het gerecht doet juist denken aan het cement tussen de bouwstenen waarmee de Joden als slaven voor de Oude Egyptenaren steden hebben gebouwd. Geen religieus voorschrift, maar een gebruik, is het eten van soep met matseballen tijdens de sedermaaltijd. Tijdens het bestaan van de joodse tempels, toen Joodse families tijdens Pesach nog op bedevaart naar Jeruzalem gingen, werd er ook een lammetje geslacht. Het botje op de sederschotel herinnert nog aan dat gebruik.